# Aleksander Butler
Aleksander Butler – hrabia, starosta preński, starosta drohicki. Czwarty syn Gotarda Wilhelma Butlera i Konstancji Wodyńskiej herbu Kościesza. 
Był posłem ziemi drohickiej na sejm konwokacyjny 1696 roku. Po zerwanym sejmie konwokacyjnym 1696 roku przystąpił 28 września 1696 roku do konfederacji generalnej. Był członkiem konfederacji warszawskiej 1704 roku. 
Ożenił się z Konstancją Krassowską herbu Jastrzębiec. Ze związku tego miał tylko jednego syna – Marka Antoniego.